# Institut national de recherche en informatique et en automatique
Institut national de recherche en informatique et en automatique (INRIA) este o organizație publică științifică și tehnologică franceză creată în ianuarie 1967. Obiectivul ei este de a reuni cercetători și de a încuraja cercetarea în domeniile tehnologiei informației și automatizării.
INRIA are opt centre de cercetare situate la Rocquencourt, Rennes, Sophia Antipolis, Grenoble, Nancy, Bordeaux, Lille și Saclay. Majoritatea cercetătorilor afiliați la INRIA lucrează într-unul dintre aceste centre. Alte persoane, deși afiliate la unul dintre aceste opt centre, sunt angajate de alte organizații de cercetare și predare, precum CNRS, universități și școli superioare.